# あやとり

あやとり

あやとり（綾取り）は、1本の紐の両端を結んで輪にし、主に両手の指に紐を引っ掛けたり外したりしながら、特定の物の形に見えるようにする伝統的な遊び。地域によっていととり、ちどりなど多くの異称がある。

## 概要

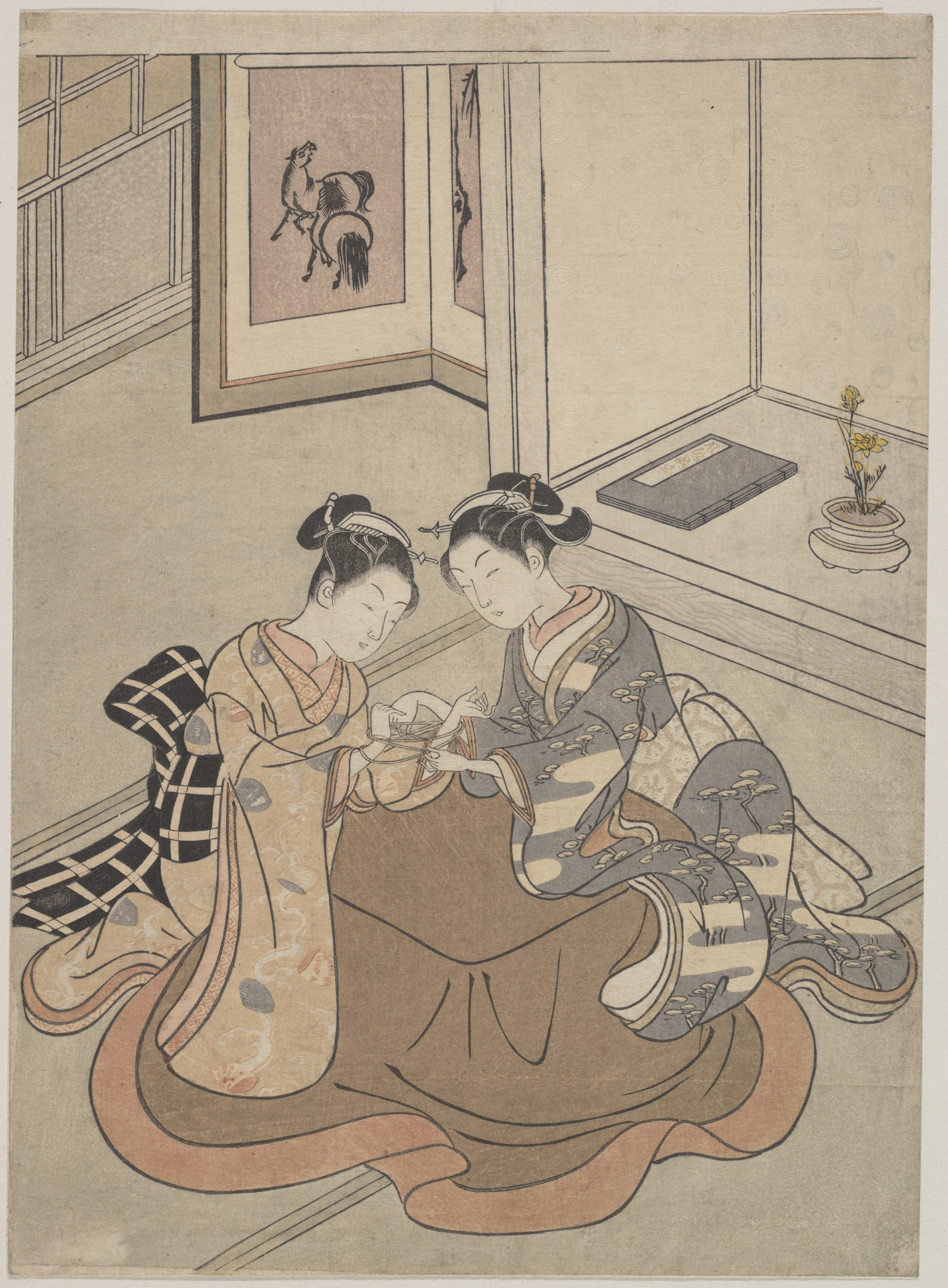
あやとりをする少女と女性（鈴木春信画、1765年頃）

日本には一人で行うあやとりと二人で行うあやとりがあるが、世界には多人数で行うもの、紐を咥（くわ）えたり手首や足も使う技などさまざまなバリエーションがある。
あやとりは日本のみではなく全世界に存在し、子供の遊びとしてではなく呪術師が占いとして行う地域もある。あやとりの時代的考証について明確にはなっていない。現在ではあやとりは単一の起源を持つ遊びではなく、各地で自然発生したものと考えられている。また世界各地で見られた、文字の発達以前に縄を結んで意思の伝達や記録を行った習慣が関連していた形跡もある。日本では井原西鶴『諸艶大鑑』に「絲どり」としてあやとりの記述がある。
あやとりは19世紀末から文化人類学者の研究対象とされ、現在までに東アジア、オーストラリア、太平洋諸島、南北アメリカ、アフリカ、ヨーロッパ、西インド諸島、極北圏等の全世界からあやとりの形が収集記録されている。古代から続く文化であるあやとりの図形を収集・保存・伝承することを目的として、1978年に日本あやとり協会、1993年に世界組織の International String Figure Association（ISFA : 国際あやとり協会）が結成され、あやとりの普及発展に努めている。
トポロジカルには全て結び目理論のループ(自明な結び目)と相似である。

## 代表的な技

### 一人あやとり
- 東京タワー
- ハワイの星
- 流れ星
- ゴム
- 天の川
- 銀川
- 蛾（ガ）
- 耳の大きな犬
- 昴（すばる）
- キツネとクジラ
- 山の間の日の出
- ハシゴ
- ほうき
- 鉄橋→亀→ゴム→飛行機
- 山→田んぼ→川→田んぼ→ダイヤ→つづみ→船→つり橋→山
- 田んぼ→小さな田んぼ→7つのダイヤ→蜘蛛の巣

など

### 二人あやとり
二人で交互に行うあやとり。普通、対戦形式で行われ、一人がまず両手の間で簡単な型を作ると、次の人間はその型から両手でいくつかの糸を取り、相手の手から外して自分の手の中で張ってみせる。この時形が崩れたりほどけてしまったら負けである。
- 川→船へ移行
- 山→船へ移行
- つり橋→田んぼへ移行
- 船（橋）→田んぼへ移行
- 田んぼ（網、たすき）→川、船、ダイヤへ移行
- ダイヤ→かえる、つづみ、ダイヤへ移行
- かえる→ダイヤ、船へ移行
- つづみ（分福茶釜）→川へ移行

など
同じ型でも地域で名前が異なり、また、最初の型も川、山、つり橋など地域で異なる。

## 脚註
1. 1 2   酒井欣 著 『日本遊戯史』 第一書房 1983年10月 p.882.